# Sławomir Wycech
Sławomir Wojciech Wycech (ur. 20 września 1939 w Warszawie) – polski naukowiec, fizyk teoretyk, doktor habilitowany nauk fizycznych, specjalista w zakresie fizyki jądrowej, szczególnie problemów z pogranicza fizyki atomu, fizyki jądra i fizyki cząstek elementarnych.

## Stopnie naukowe
- 1961 – magisterium na Wydziale Matematyki i Fizyki Uniwersytetu Warszawskiego,
- 1966 – doktorat w dziedzinie fizyki teoretycznej za pracę o absorpcji jądrowej mezonów K na Wydziale Matematyki i Fizyki Uniwersytetu Warszawskiego,
- 1974 – habilitacja w Instytucie Badań Jądrowych w wyniku rozprawy „Kaonic Atoms”,
- 1989 – tytuł profesora.

## Zainteresowania naukowe i prace badawcze[2]
Zajmuje się problemami z pogranicza fizyki atomu, fizyki jądra i fizyki cząstek elementarnych, zwłaszcza atomami, w których w dodatku do elektronów na orbicie atomowej znajduje się jakaś "złapana" cząstka elementarna. Bada czasy życia i poziomy energetyczne takich egzotycznych atomów: mezonowych, hiperonowych i anty-protonowych (p-bar), aby poznać naturę oddziaływań jądrowych tych cząstek i badać pewne cechy struktury jąder atomowych oraz reakcje materii jądrowej na obce ciała. Szczególnym tematem jest tu zachowanie się stanów pobudzonych cząstek elementarnych umieszczonych w materii jądrowej.
Zawsze był teoretykiem bliskim badaniom eksperymentalnym. W dziedzinie atomów K-mezonowych brał udział w pracach Europejskiej Współpracy K i kontynuował badania w Oxfordzie, Karlsruhe, CERN-ie, Seattle. Od września 1980 do czerwca 1981 był profesorem w instytucie NORDITA w Helsinkach, gdzie potem przez 30 lat wygłaszał coroczne wykłady. Obecnie pracuje z grupą eksperymentalną z INCN/Frascati. Wyjaśnił mechanizm przyciągana mezonu K przez jądra atomowe jako proces kolejnego pobudzania protonów do pewnego stanu rezonansowego hiperonu. 
Uczestniczył w monachijsko-warszawskim projekcie, którego celem było znalezienie halo neutronowego na powierzchni jąder atomowych poprzez badanie rozpadów atomów p-bar. Prace te są kontynuowane w zbliżonym eksperymencie PUMA w CERN, gdzie są planowane pomiary halo neutronowego w jądrach radioaktywnych.
Dorobek prof Wycecha został ostatnio szeroko omówiony i doceniony na specjalnej sesji w Europejskim Centrum Badań Teoretycznych Fizyki Jądra Atomowego, ECT* Trento
170 publikacji i ponad 4000 cytowań.

## Odznaczenia
- 2005 – Krzyż Kawalerski Orderu Odrodzenia Polski[9][10]